# Крайновский район
Крайновский район — административный район, существовавший в составе Грозненской области, затем в Дагестанской АССР.
Административный центр — село Крайновка.

## География
Крайновский район располагался на севере Грозненской и Дагестанской АССР, охватывая территорию по побережью Каспийского моря. Граничил: на западе с Кизлярским, на юге с Бабаюртовским районами.

## История
Образован Указом Президиума Верховного Совета РСФСР от 31.08.1944 г. на части территории Кизлярского района Грозненской области. Указом Президиума Верховного Совета РСФСР «О Восстановлении Чечено-Ингушской АССР и упразднении Грозненской области» от 9 января 1957 г. район передан в состав Дагестанской АССР. Постановлением ПВС РСФСР от 14.09.1960 г. район ликвидирован, с передачей территории в состав Кизлярского района.

## Административное деление
На 1 января 1955 года район состоял из 7 сельских советов:
1. Бирючекский — с. Бирючек, п. Росламбейчик, с. Чаканное;
2. Брянский — с. Брянское, п. Брянский рыбоприемный пункт, п. Новый Чечень;
3. Крайновский — с. Крайновка, с. Лопуховка, с. Мангулаул, с. Ново-Теречное, с. Старый Бахтемир, с. Старо-Теречное, п. Коллективизатор, п. Мертвый Култук, п. МРС;
4. Ново-Бирюзякский — с. Новый Бирюзяк, с. Махачкент, х. Токсанак;
5. Суюткинский — с. Суюткино, п. Красный Рыбак, п. Новый Бахтемир;
6. Тушиловский — с. Тушиловка;
7.Тюленьевский — п. Остров Тюлений.

## Население
По переписи 1959 году в районе проживало 11926 человек.
В районе проживали следующие национальности:
- русские — 10800 человек (90,6 %)
- аварцы — 372 человека (3,1 %)
- даргинцы — 304 человека (2,5 %)
- ногайцы — 187 человек (1,6 %)
- прочие — 263 человека (2,2 %)[2]